# Зурабишвили, Зураб
Зураб Зурабишвили (груз. ზურაბ ზურაბიშვილი; 1 сентября 1973 года в Тбилиси, Грузинская ССР) — грузинский и немецкий оперный певец (тенор).

## Биография
Зурабишвили учился в Тбилисской консерватории у Аны Чихрадзе с 1988 года и продолжил обучение в Зальцбургском Моцартеуме у Марты Шарп в возрасте 21 года, закончив его в 2002 году. Мастер-классы у Бернда Вейкла и Шерил Милнс и дальнейшее обучение у Риккардо Ломбарди и Ханны Людвиг завершил своё образование.
Дебютировал в Аугсбургском театре в 2003 году, затем работал в Дармштадтском государственном театре с 2006 по 2010 год и до 2013 года был участником Музыкального театра Аалто в Эссене. С тех пор он выступал в качестве гостя на международном уровне.
Зурабишвили поёт не только итальянский и французский репертуар, но также является профессионально справляется и с современными ролями (Мечислав Вайнберг, «Идиот», Князь Мышкин), русской опере («Игрок» Прокофьева) и вагнеровским ролям.

## Избранные оперные партии
Вольфганг Амадей Моцарт
Идоменей («Идоменей»)
Дон Оттавио («Дон Жуан»)
Гаэтано Доницетти
Лестер («Мария Стюарт»)
Фроманталь Галеви
Элеазар (La Juive)
Винченцо Беллини
Поллионе («Норма»)
Рихард Вагнер
- Эрик («Летучий голландец»)
- Тангейзер («Тангейзер»)
- Парсифаль («Парсифаль»)

Джузеппе Верди
- Отелло («Отелло»)
- Оронт («Ломбардцы в первом крестовом походе»)
- Карло («Разбойники»)
- Дука Мантуи («Риголетто»)
- Альфредо («Травиата»)
- Манрико («Трубадур»)
- Макдуф («Макбет»)
- Родольфо («Луиза Миллер»)
- Дон Альваро («Сила судьбы»)

Жак Оффенбах
Гофман («Сказки Гофмана»)
Жорж Бизе
Дон Хосе («Кармен»)
Петр Ильич Чайковский
- Ленский («Евгений Онегин»)
- Германн («Пиковая дама»)

Руджеро Леонкавалло
Канио («Паяцы»)
Джакомо Пуччини
Де-Грие («Манон Леско»)
Родольфо («Богема»)
Каварадосси («Тоска»)
Калаф («Турандот»)

## Записи
- Пуччини: Манон Леско (DVD)
- Эжен д’Альбер : Чёрная орхидея (CD)